# Stefan Schwarz
Hans-Jürgen Stefan Schwarz (Malmö, 18 aprile 1969) è un ex calciatore svedese, di ruolo centrocampista.
Iniziata la sua carriera professionistica nelle file del Malmö FF nel 1987, ha poi giocato in club europei di rilievo internazionale come Benfica, Arsenal, Fiorentina e Valencia per concludere la sua esperienza al Sunderland prima di ritirarsi nel 2003. Schwarz è stato convocato dalla propria nazionale 69 volte, segnando 6 reti complessive. Ha rappresentato il suo paese ai Mondiali di calcio 1990 e 1994, dove la Svezia arrivò terza, oltre che a UEFA Euro 1992.
Insieme a Brian Horne è l'ideatore della The Atlantic Cup.

## Caratteristiche tecniche
Era un giocatore molto duttile che poteva essere schierato in varie posizioni di centrocampo ma anche in ruoli difensivi (ad inizio carriera al Benfica ha giocato spesso terzino). Abbinava grinta, determinazione, dinamismo e forza fisica (tanto da essere nominato in un sondaggio il sesto uomo più duro di Svezia) ad una buona tecnica di base, discreta visione di gioco e abilità nei passaggi, oltre che una propensione al tackle ed al recupero pulito. Disponeva inoltre di un ottimo tiro dalla distanza (esemplari i gol europei alla Sampdoria con la maglia dell'Arsenal e allo Sparta Praga con quella della Fiorentina). Tali caratteristiche lo vedevano principalmente schierato come centrocampista di interdizione a fianco ad un regista o compagno di un altro centrale con i medesimi ruoli, ma ha giocato molte partite anche come esterno sinistro di centrocampo.
George Graham, nel presentare l'acquisto nel 1994 di Schwarz all'Arsenal, lo descrisse ironicamente, per sintetizzare le sue caratteristiche, come un "giovane Robert Redford".

## Carriera

### Club
Nato da padre tedesco (anch'egli in passato calciatore nelle serie inferiori tedesche) e da madre svedese nella città di Malmö, Schwarz mosse i primi passi da calciatore come centrocampista delle compagini scolastiche del Kulladals FF. Tra il 1985 ed il 1987, trascorse due stagioni nelle giovanili del Bayer Leverkusen. Il debutto da professionista avvenne l'anno successivo nelle file del club della sua città natale, il Malmö FF. Dopo alcune buone stagioni, passò quindi ai portoghesi del Benfica nella stagione 1990-91, sotto la guida dell'allenatore Sven-Göran Eriksson. Schwarz divenne in breve tempo titolare nel Benfica, vincendo la Primeira Liga due volte e giocando nella formazione che eliminò l'Arsenal dalla Coppa dei Campioni 1991-1992.
Si trasferì quindi a Londra acquistato proprio dall'Arsenal nell'estate del 1994 per 1,8 milioni di sterline dove, pur apprezzato dai tifosi per il suo rendimento, non si trovò bene col gioco difensivista proposto dall'allenatore George Graham. Di fatto, la sconfitta con il Real Zaragoza nella Finale della Coppa delle Coppe 1994-1995 fu l'ultima partita di Schwarz per i Gunners, che lasciò Highbury dopo una sola stagione col club.
Schwarz passò quindi alla Fiorentina per 7 miliardi di lire, voluto a Firenze da Oreste Cinquini, allora DS della Fiorentina. A Firenze divenne in breve tempo un beniamino del pubblico, che lo ribattezzò "Stefano Schwarz" dedicandogli un coro personalizzato e giocò tre stagioni come titolare (due sotto la guida di Claudio Ranieri e una agli ordini di Alberto Malesani), vincendo in maglia viola la Coppa Italia 1995-1996 e la Supercoppa italiana 1996. Nell'ultima stagione a Firenze con Malesani sarà alcune volte capitano e spesso impiegato sulla corsia esterna sinistra come centrocampista di fascia. Terminò la sua carriera in viola dopo 78 presenze e 2 gol in Serie A,.
Nell'estate del 1998, con l'arrivo di Giovanni Trapattoni sulla panchina viola, aumentata la concorrenza nello spogliatoio decise di lasciare il club, trasferendosi in Spagna al Valencia, dove ritrovò Claudio Ranieri. L'esperienza spagnola durò soltanto un anno ma fu sufficiente per permettere al giocatore di vincere la Coppa Intertoto e la coppa nazionale spagnola. 
L'estate successiva tornò in Inghilterra nelle file del Sunderland. Il trasferimento si perfezionò il 29 luglio 1999 per quella che per il club, allora, era la cifra più alta mai spesa, 3,75 milioni di sterline. Il contratto firmato dallo svedese destò molta curiosità per una particolare clausola nello stesso contenuta: Schwarz aveva espresso pubblicamente, infatti, la volontà di diventare uno dei primi "turisti spaziali", prenotandosi per un progetto poi non andato in porto di esplorazione spaziale, cosa che portò il club inglese a inserire nel contratto la cosiddetta "Space Clause", in base alla quale se Schwarz avesse viaggiato oltre l'atmosfera terrestre, il contratto sarebbe stato completamente invalido.
Fu premiato col Guldbollen, premio per il giocatore svedese dell'anno, nel novembre 1999. Il rapporto con l'allenatore Peter Reid andò deteriorandosi col passare delle stagioni, al punto che il club lo inserì tra i giocatori cedibili nell'estate del 2002. Fece la sua ultima apparizione in maglia bianco-rossa subentrando dalla panchina negli ultimi 25 minuti della finale di League Cup contro lo Sheffield United il 3 dicembre 2002. 
Si ritirò quindi dal calcio giocato nel marzo 2003.

### Nazionale
Dopo aver rappresentato la Svezia nelle selezioni Under-17, Under-19 e Under-21, Schwarz fece il suo debutto per la nazionale maggiore il 14 febbraio 1990, entrando come sostituto in un'amichevole contro la Nazionale di calcio degli Emirati Arabi Uniti al posto di Pontus Kåmark all'80º minuto, dove ebbe modo di segnare il suo primo gol internazionale dopo soli 2 minuti e l'unica rete svedese della partita, che terminò con una sconfitta per 2–1. Pochi mesi dopo prese parte ai mondiali del 1990, giocando come terzino sinistro tutte e tre le partite della Svezia prima dell'eliminazione della squadra.
Nel 1992 prese parte anche agli europei giocati in casa, giocando tre partite nel cammino che vide la nazionale scandinava raggiungere le semi-finali di UEFA Euro 1992 prima di essere eliminata dalla Germania Ovest. Nel 1994 fu schierato invece come centrocampista centrale assieme a Jonas Thern nell'inaspettata cavalcata della Svezia al terzo posto di USA '94. Un infortunio al Tendine di Achille gli impedì di prendere parte a Euro 2000.
Annunciò il suo ritiro internazionale nell'agosto 2001, motivandolo nella necessità di concentrarsi per il suo club di appartenenza dopo la lunga serie di infortuni occorsi durante la sua militanza in nazionale. La sua ultima partita con la nazionale svedese fu contro la Moldavia nelle Qualificazioni ai Mondiali del 2002 il 28 marzo 2001.

## Statistiche

### Cronologia presenze e reti in nazionale
| Cronologia completa delle presenze e delle reti in nazionale ― Svezia | Cronologia completa delle presenze e delle reti in nazionale ― Svezia | Cronologia completa delle presenze e delle reti in nazionale ― Svezia | Cronologia completa delle presenze e delle reti in nazionale ― Svezia | Cronologia completa delle presenze e delle reti in nazionale ― Svezia | Cronologia completa delle presenze e delle reti in nazionale ― Svezia | Cronologia completa delle presenze e delle reti in nazionale ― Svezia | Cronologia completa delle presenze e delle reti in nazionale ― Svezia |
| Data                                                                  | Città                                                                 | In casa                                                               | Risultato                                                             | Ospiti                                                                | Competizione                                                          | Reti                                                                  | Note                                                                  |
| --------------------------------------------------------------------- | --------------------------------------------------------------------- | --------------------------------------------------------------------- | --------------------------------------------------------------------- | --------------------------------------------------------------------- | --------------------------------------------------------------------- | --------------------------------------------------------------------- | --------------------------------------------------------------------- |
| 14-2-1990                                                             | Dubai                                                                 | Emirati Arabi Uniti                                                   | 2 – 1                                                                 | Svezia                                                                | Amichevole                                                            | 1                                                                     | 82’                                                                   |
| 16-2-1990                                                             | Dubai                                                                 | Emirati Arabi Uniti                                                   | 0 – 2                                                                 | Svezia                                                                | Amichevole                                                            | -                                                                     |                                                                       |
| 21-2-1990                                                             | Bruxelles                                                             | Belgio                                                                | 0 – 0                                                                 | Svezia                                                                | Amichevole                                                            | -                                                                     | 46’                                                                   |
| 11-4-1990                                                             | Algeri                                                                | Algeria                                                               | 1 – 1                                                                 | Svezia                                                                | Amichevole                                                            | 1                                                                     |                                                                       |
| 25-4-1990                                                             | Stoccolma                                                             | Svezia                                                                | 4 – 2                                                                 | Galles                                                                | Amichevole                                                            | -                                                                     |                                                                       |
| 27-5-1990                                                             | Solna                                                                 | Svezia                                                                | 6 – 0                                                                 | Finlandia                                                             | Amichevole                                                            | -                                                                     |                                                                       |
| 10-6-1990                                                             | Torino                                                                | Brasile                                                               | 2 – 1                                                                 | Svezia                                                                | Mondiali 1990 - 1º turno                                              | -                                                                     |                                                                       |
| 16-6-1990                                                             | Genova                                                                | Svezia                                                                | 1 – 2                                                                 | Scozia                                                                | Mondiali 1990 - 1º turno                                              | -                                                                     |                                                                       |
| 20-6-1990                                                             | Genova                                                                | Svezia                                                                | 1 – 2                                                                 | Costa Rica                                                            | Mondiali 1990 - 1º turno                                              | -                                                                     | 74’                                                                   |
| 5-9-1990                                                              | Västerås                                                              | Svezia                                                                | 0 – 1                                                                 | Danimarca                                                             | Amichevole                                                            | -                                                                     |                                                                       |
| 26-9-1990                                                             | Solna                                                                 | Svezia                                                                | 2 – 0                                                                 | Bulgaria                                                              | Amichevole                                                            | -                                                                     | 46’                                                                   |
| 7-5-1992                                                              | Solna                                                                 | Svezia                                                                | 5 – 0                                                                 | Polonia                                                               | Amichevole                                                            | -                                                                     |                                                                       |
| 27-5-1992                                                             | Stoccolma                                                             | Svezia                                                                | 2 – 1                                                                 | Ungheria                                                              | Amichevole                                                            | 2                                                                     |                                                                       |
| 10-6-1992                                                             | Solna                                                                 | Svezia                                                                | 1 – 1                                                                 | Francia                                                               | Euro 1992 - 1º turno                                                  | -                                                                     | 39’                                                                   |
| 14-6-1992                                                             | Solna                                                                 | Svezia                                                                | 1 – 0                                                                 | Danimarca                                                             | Euro 1992 - 1º turno                                                  | -                                                                     |                                                                       |
| 17-6-1992                                                             | Solna                                                                 | Svezia                                                                | 2 – 1                                                                 | Inghilterra                                                           | Euro 1992 - 1º turno                                                  | -                                                                     | 69’                                                                   |
| 9-9-1992                                                              | Helsinki                                                              | Finlandia                                                             | 0 – 1                                                                 | Svezia                                                                | Qual. Mondiali 1994                                                   | -                                                                     | 40’                                                                   |
| 7-10-1992                                                             | Solna                                                                 | Svezia                                                                | 2 – 0                                                                 | Bulgaria                                                              | Qual. Mondiali 1994                                                   | -                                                                     | 88’                                                                   |
| 15-4-1993                                                             | Budapest                                                              | Ungheria                                                              | 0 – 2                                                                 | Svezia                                                                | Amichevole                                                            | -                                                                     | 58’                                                                   |
| 28-4-1993                                                             | Parigi                                                                | Francia                                                               | 2 – 1                                                                 | Svezia                                                                | Qual. Mondiali 1994                                                   | -                                                                     | 26’                                                                   |
| 19-5-1993                                                             | Stoccolma                                                             | Svezia                                                                | 1 – 0                                                                 | Austria                                                               | Qual. Mondiali 1994                                                   | -                                                                     | 21’                                                                   |
| 11-8-1993                                                             | Borås                                                                 | Svezia                                                                | 1 – 2                                                                 | Svizzera                                                              | Amichevole                                                            | -                                                                     | 73’                                                                   |
| 8-9-1993                                                              | Sofia                                                                 | Bulgaria                                                              | 1 – 1                                                                 | Svezia                                                                | Qual. Mondiali 1994                                                   | -                                                                     | 85’                                                                   |
| 13-10-1993                                                            | Solna                                                                 | Svezia                                                                | 3 – 2                                                                 | Finlandia                                                             | Qual. Mondiali 1994                                                   | -                                                                     |                                                                       |
| 10-11-1993                                                            | Vienna                                                                | Austria                                                               | 1 – 1                                                                 | Svezia                                                                | Qual. Mondiali 1994                                                   | -                                                                     |                                                                       |
| 20-4-1994                                                             | Wrexham                                                               | Galles                                                                | 0 – 2                                                                 | Svezia                                                                | Amichevole                                                            | -                                                                     | 60’                                                                   |
| 5-5-1994                                                              | Solna                                                                 | Svezia                                                                | 3 – 1                                                                 | Nigeria                                                               | Amichevole                                                            | 1                                                                     |                                                                       |
| 5-6-1994                                                              | Solna                                                                 | Svezia                                                                | 2 – 0                                                                 | Norvegia                                                              | Amichevole                                                            | -                                                                     |                                                                       |
| 19-6-1994                                                             | Pasadena                                                              | Camerun                                                               | 2 – 2                                                                 | Svezia                                                                | Mondiali 1994 - 1º turno                                              | -                                                                     |                                                                       |
| 24-6-1994                                                             | Detroit                                                               | Svezia                                                                | 3 – 1                                                                 | Russia                                                                | Mondiali 1994 - 1º turno                                              | -                                                                     | 52’                                                                   |
| 28-6-1994                                                             | Detroit                                                               | Brasile                                                               | 1 – 1                                                                 | Svezia                                                                | Mondiali 1994 - 1º turno                                              | -                                                                     | 77’                                                                   |
| 3-7-1994                                                              | Dallas                                                                | Arabia Saudita                                                        | 1 – 3                                                                 | Svezia                                                                | Mondiali 1994 - Ottavi di finale                                      | -                                                                     |                                                                       |
| 10-7-1994                                                             | Palo Alto                                                             | Romania                                                               | 2 – 2 dts (4 – 5 dtr)                                                 | Svezia                                                                | Mondiali 1994 - Quarti di finale                                      | -                                                                     | 43’, 101’                                                             |
| 16-7-1994                                                             | Pasadena                                                              | Svezia                                                                | 4 – 0                                                                 | Bulgaria                                                              | Mondiali 1994 - Finale 3º posto                                       | -                                                                     |                                                                       |
| 7-9-1994                                                              | Reykjavík                                                             | Islanda                                                               | 0 – 1                                                                 | Svezia                                                                | Qual. Euro 1996                                                       | -                                                                     |                                                                       |
| 12-10-1994                                                            | Berna                                                                 | Svizzera                                                              | 4 – 2                                                                 | Svezia                                                                | Qual. Euro 1996                                                       | -                                                                     |                                                                       |
| 16-11-1994                                                            | Stoccolma                                                             | Svezia                                                                | 2 – 0                                                                 | Ungheria                                                              | Qual. Euro 1996                                                       | -                                                                     |                                                                       |
| 29-3-1995                                                             | Ankara                                                                | Turchia                                                               | 2 – 1                                                                 | Svezia                                                                | Qual. Euro 1996                                                       | -                                                                     |                                                                       |
| 26-4-1995                                                             | Budapest                                                              | Ungheria                                                              | 1 – 0                                                                 | Svezia                                                                | Qual. Euro 1996                                                       | -                                                                     | 87’                                                                   |
| 1-6-1995                                                              | Malmö                                                                 | Svezia                                                                | 1 – 1                                                                 | Islanda                                                               | Qual. Euro 1996                                                       | -                                                                     |                                                                       |
| 16-8-1995                                                             | Norrköping                                                            | Svezia                                                                | 1 – 0                                                                 | Stati Uniti                                                           | Amichevole                                                            | -                                                                     |                                                                       |
| 6-9-1995                                                              | Göteborg                                                              | Svezia                                                                | 0 – 0                                                                 | Svizzera                                                              | Qual. Euro 1996                                                       | -                                                                     | 88’                                                                   |
| 11-10-1995                                                            | Solna                                                                 | Svezia                                                                | 2 – 0                                                                 | Scozia                                                                | Amichevole                                                            | 1                                                                     |                                                                       |
| 15-11-1995                                                            | Solna                                                                 | Svezia                                                                | 2 – 2                                                                 | Turchia                                                               | Qual. Euro 1996                                                       | -                                                                     |                                                                       |
| 24-4-1996                                                             | Belfast                                                               | Irlanda del Nord                                                      | 1 – 2                                                                 | Svezia                                                                | Amichevole                                                            | -                                                                     |                                                                       |
| 14-8-1996                                                             | Göteborg                                                              | Svezia                                                                | 0 – 1                                                                 | Danimarca                                                             | Amichevole                                                            | -                                                                     | 77’                                                                   |
| 1-9-1996                                                              | Riga                                                                  | Lettonia                                                              | 1 – 2                                                                 | Svezia                                                                | Qual. Mondiali 1998                                                   | -                                                                     | 85’                                                                   |
| 9-10-1996                                                             | Solna                                                                 | Svezia                                                                | 0 – 1                                                                 | Austria                                                               | Qual. Mondiali 1998                                                   | -                                                                     |                                                                       |
| 10-11-1996                                                            | Glasgow                                                               | Scozia                                                                | 1 – 0                                                                 | Svezia                                                                | Qual. Mondiali 1998                                                   | -                                                                     |                                                                       |
| 2-4-1997                                                              | Parigi                                                                | Francia                                                               | 1 – 0                                                                 | Svezia                                                                | Amichevole                                                            | -                                                                     | 46’                                                                   |
| 30-4-1997                                                             | Göteborg                                                              | Svezia                                                                | 2 – 1                                                                 | Scozia                                                                | Qual. Mondiali 1998                                                   | -                                                                     | 13’                                                                   |
| 25-3-1998                                                             | Vigo                                                                  | Spagna                                                                | 4 – 0                                                                 | Svezia                                                                | Amichevole                                                            | -                                                                     |                                                                       |
| 22-4-1998                                                             | Solna                                                                 | Svezia                                                                | 0 – 0                                                                 | Francia                                                               | Amichevole                                                            | -                                                                     |                                                                       |
| 28-5-1998                                                             | Malmö                                                                 | Svezia                                                                | 3 – 0                                                                 | Danimarca                                                             | Amichevole                                                            | -                                                                     | 59’ 74’                                                               |
| 2-6-1998                                                              | Göteborg                                                              | Svezia                                                                | 1 – 0                                                                 | Italia                                                                | Amichevole                                                            | -                                                                     |                                                                       |
| 19-8-1998                                                             | Örebro                                                                | Svezia                                                                | 1 – 0                                                                 | Russia                                                                | Amichevole                                                            | -                                                                     |                                                                       |
| 5-9-1998                                                              | Solna                                                                 | Svezia                                                                | 2 – 1                                                                 | Inghilterra                                                           | Qual. Euro 2000                                                       | -                                                                     | 24’                                                                   |
| 14-10-1998                                                            | Burgas                                                                | Bulgaria                                                              | 0 – 1                                                                 | Svezia                                                                | Qual. Euro 2000                                                       | -                                                                     |                                                                       |
| 27-3-1999                                                             | Göteborg                                                              | Svezia                                                                | 2 – 0                                                                 | Lussemburgo                                                           | Qual. Euro 2000                                                       | -                                                                     |                                                                       |
| 31-3-1999                                                             | Chorzów                                                               | Polonia                                                               | 0 – 1                                                                 | Svezia                                                                | Qual. Euro 2000                                                       | -                                                                     |                                                                       |
| 28-4-1999                                                             | Dublino                                                               | Irlanda                                                               | 2 – 0                                                                 | Svezia                                                                | Amichevole                                                            | -                                                                     |                                                                       |
| 5-6-1999                                                              | Londra                                                                | Inghilterra                                                           | 0 – 0                                                                 | Svezia                                                                | Qual. Euro 2000                                                       | -                                                                     | 49’                                                                   |
| 8-9-1999                                                              | Lussemburgo                                                           | Lussemburgo                                                           | 0 – 1                                                                 | Svezia                                                                | Qual. Euro 2000                                                       | -                                                                     | 41’ 78’                                                               |
| 9-10-1999                                                             | Solna                                                                 | Svezia                                                                | 2 – 0                                                                 | Polonia                                                               | Qual. Euro 2000                                                       | -                                                                     |                                                                       |
| 23-2-2000                                                             | Palermo                                                               | Italia                                                                | 1 – 0                                                                 | Svezia                                                                | Amichevole                                                            | -                                                                     | 46’                                                                   |
| 29-3-2000                                                             | Vienna                                                                | Austria                                                               | 1 – 1                                                                 | Svezia                                                                | Amichevole                                                            | -                                                                     | 44’                                                                   |
| 28-2-2001                                                             | Ta' Qali                                                              | Malta                                                                 | 0 – 3                                                                 | Svezia                                                                | Amichevole                                                            | -                                                                     | 65’                                                                   |
| 24-3-2001                                                             | Göteborg                                                              | Svezia                                                                | 1 – 0                                                                 | Macedonia                                                             | Qual. Mondiali 2002                                                   | -                                                                     | 80’                                                                   |
| 28-3-2001                                                             | Chișinău                                                              | Moldavia                                                              | 0 – 2                                                                 | Svezia                                                                | Qual. Mondiali 2002                                                   | -                                                                     |                                                                       |
| Totale                                                                |                                                                       | Presenze                                                              | 69                                                                    |                                                                       | Reti                                                                  | 6                                                                     |                                                                       |

## Palmarès

### Club

#### Competizioni nazionali
- Campionato svedese: 2

Malmö: 1987, 1988
- Coppa di Svezia: 1

Malmö: 1989
- Coppa del Portogallo: 1

Benfica: 1992-1993
- Campionato portoghese: 2

Benfica: 1990-1991 1993-1994
- Coppa Italia: 1

Fiorentina: 1995-1996
- Supercoppa italiana: 1

Fiorentina: 1996
- Coppa di Spagna: 1

Valencia: 1998-1999

#### Competizioni internazionali
- Coppa Intertoto UEFA: 1

Valencia: 1998

### Individuale
- Calciatore svedese dell'anno: 1

1999